# Södra Väljetjärnen
Södra Väljetjärnen är en sjö i Ljusdals kommun i Hälsingland och ingår i Ljusnans huvudavrinningsområde. Sjön har en area på 0,0987 kvadratkilometer och ligger 219,2 meter över havet.

## Delavrinningsområde
Södra Väljetjärnen ingår i det delavrinningsområde (688172-150821) som SMHI kallar för Utloppet av Alsjön. Medelhöjden är 234 meter över havet och ytan är 24,22 kvadratkilometer. Räknas de 14 avrinningsområdena uppströms in blir den ackumulerade arean 159,25 kvadratkilometer. Dysån som avvattnar avrinningsområdet har biflödesordning 3, vilket innebär att vattnet flödar genom totalt 3 vattendrag innan det når havet efter 152 kilometer. Avrinningsområdet består mestadels av skog (79 procent). Avrinningsområdet har 2,92 kvadratkilometer vattenytor vilket ger det en sjöprocent på 12,1 procent.